# 阪堺電気軌道601形電車
阪堺電気軌道モ601形電車（はんかいでんききどうモ601がたでんしゃ）は、1996年に登場した、阪堺電気軌道が保有する路面電車用電車。

## 概要
1996年から1998年にかけて7両が東急車輛製造で製造された。ただし完全な新造車ではなく、車体及び台車・電動機・コンプレッサーなどの主要機器は、モ701形とほぼ共通のものを新造しているが、制御装置の三菱電機HL-44-6A・ブレーキ・営業機器などは、本車の置換対象となったモ121形（旧大阪市電1601形）モ122・123・124・125・126・127・129から流用している。これらの部品は、モ121形が大阪市交通局（当時）から南海軌道線（現阪堺電気軌道）に譲渡された1967年に新造交換した比較的新しい部品であったため、廃車発生時にモ601形に流用したものである。

## 性能
前述の経緯から、電動機は新型のWN駆動方式のものであるが、制御装置は旧型車両の間接非自動制御のものを流用した珍しい組み合わせの車両となっている。そのため完全新造車のモ701形とは運転台まわりの制御装置に違いが見られる。また、ブレーキ性能が電気指令式ブレーキを装備したモ701形と比べて劣るため、前照灯の隣のブレーキランプが省略されている。
性能最高速度はモ701形と同じく70km/hであるが、認可速度が50km/hである事と、50km/h以上出すとモ701形ほどではないが蛇行動が起こり、線路状態の良くない箇所では40km/h程度から左右に激しい揺れが発生しだすこともある。このために、本来の性能をフル発揮出来ていない。

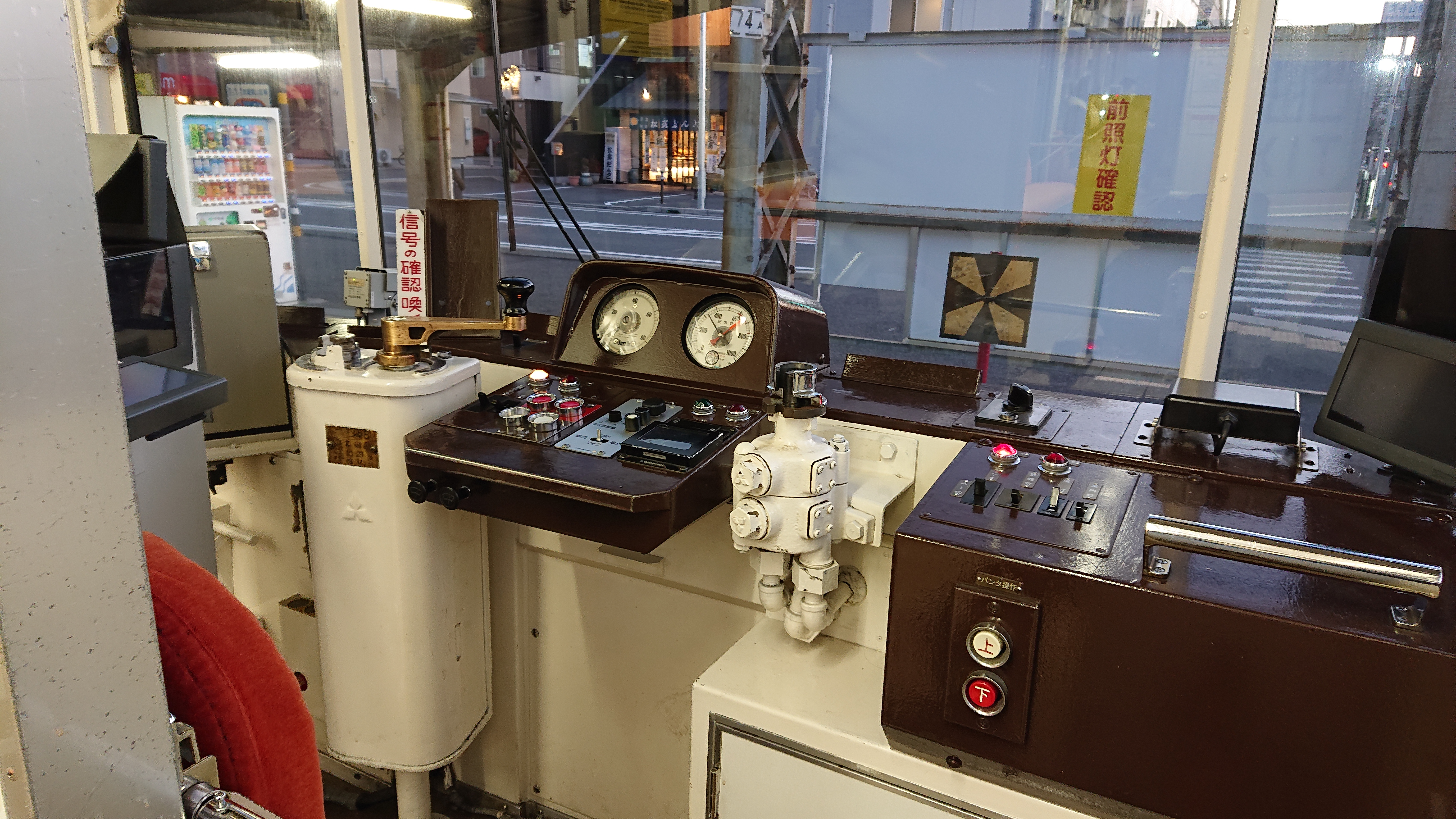
モ601形の運転台（2020年2月）

## 運用・変化
モ601が1996年6月14日に入線し、同年6月25日より営業運転を開始した。本形式の登場により、夏季（6月後半 - 9月末）の運用において平日の日中及び土日の全日における冷房化率100%が達成された。また、2005年以降は主に阪堺線系統の運行本数の削減、及びダイヤの工夫により夕方ラッシュ時においても冷房化率100%を達成している。
2004 - 2005年にかけて7両中5両の行き先表示機が、従来の幕式表示からLED表示へと変更された。残る2両の行き先表示機も2006年1月、従来の幕式表示からLED表示へと変更された。
2010年3月にモ701形のモ708に続き、モ605のパンタグラフがZ型パンタグラフからシングルアームパンタグラフに換装された。なお、今後他車にこの改造が及ぶのかどうかは不明である。 

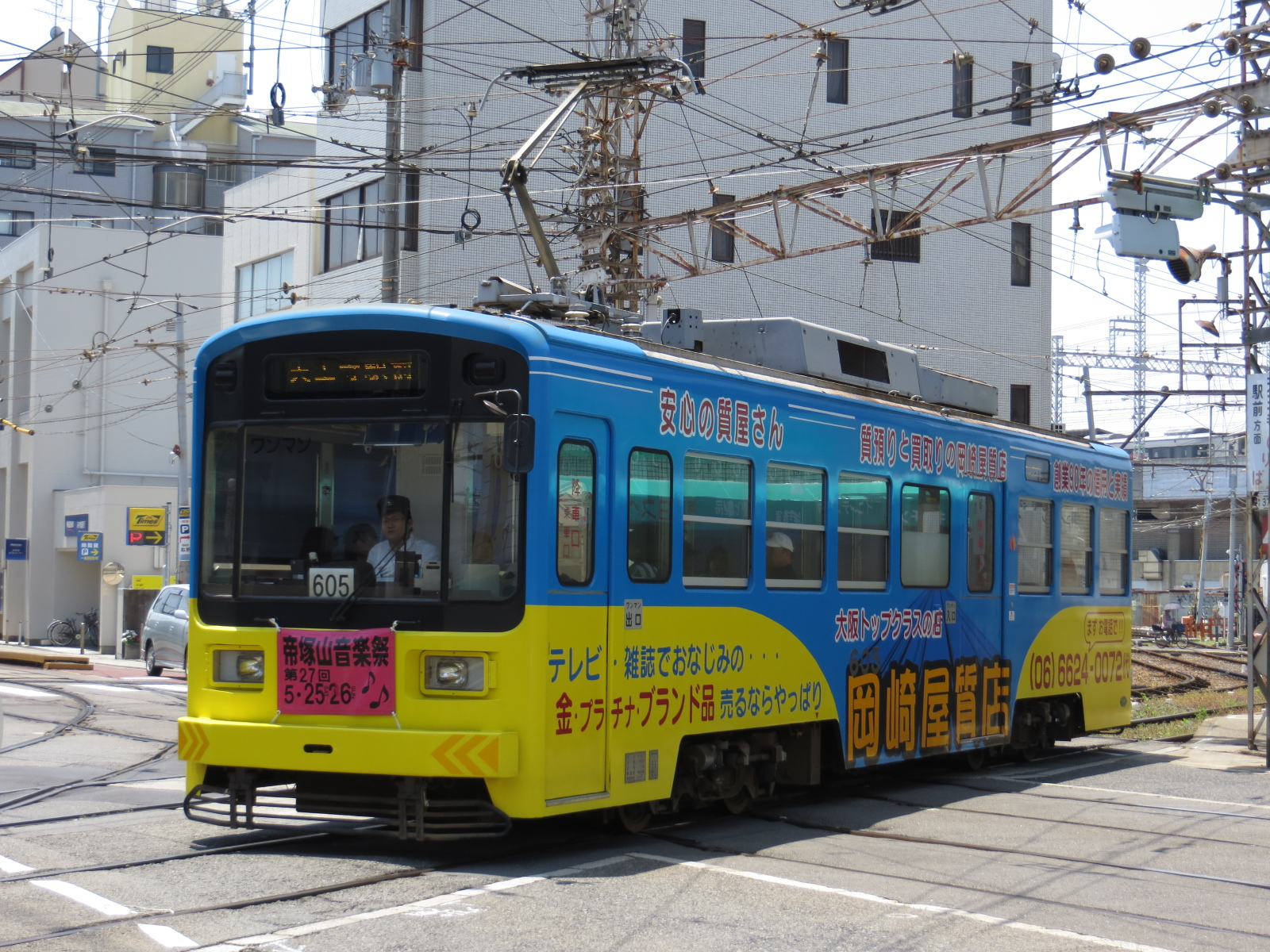
シングルアームパンタグラフに換装されたモ605

## 保有車両の塗装

### 現在
- モ601 - 新大阪建設

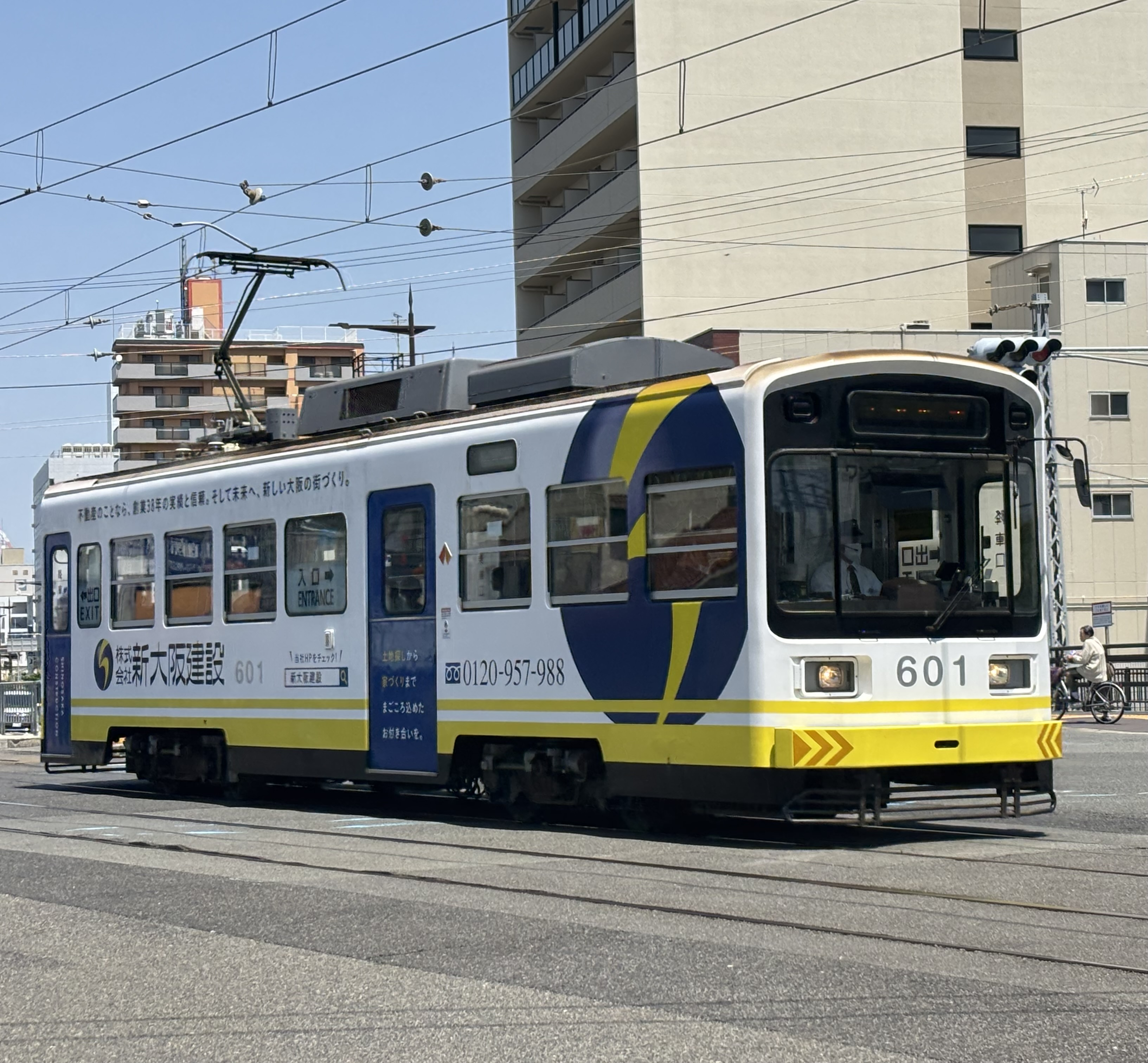
モ601（2025年5月）

- モ602 - 黄金糖

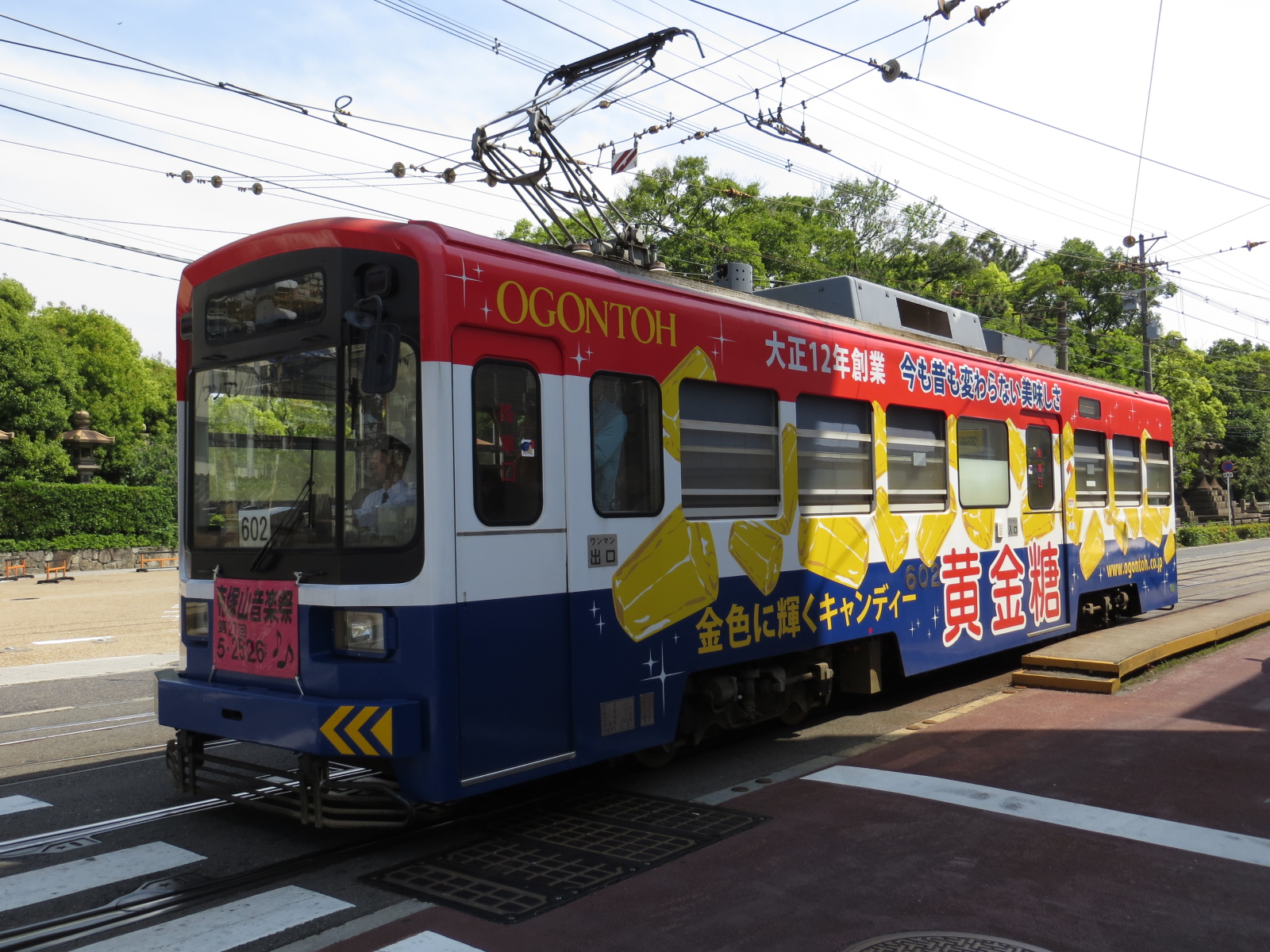
モ602（2013年5月）

- モ603 - 三井住友トラスト不動産

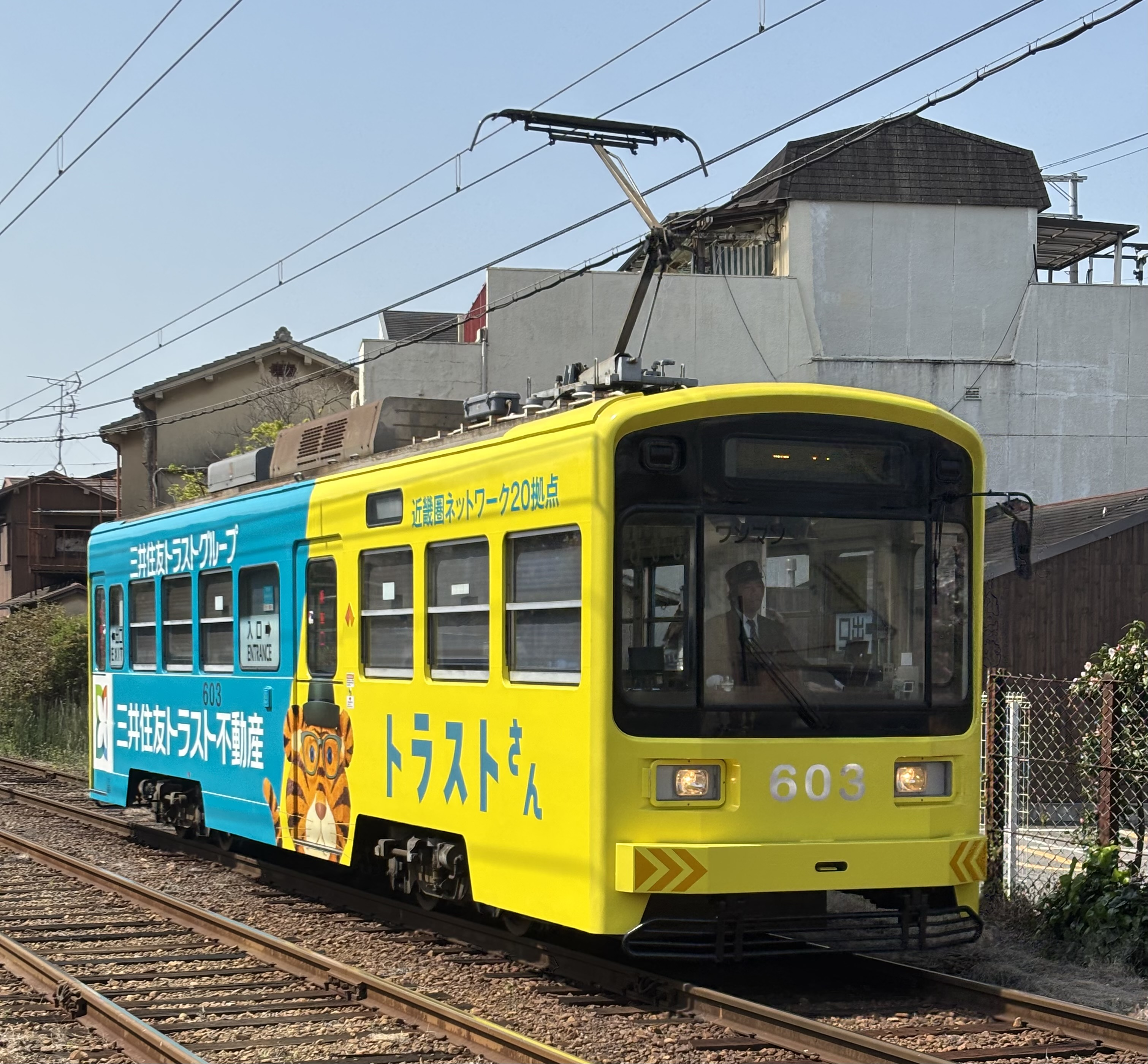
モ603（2025年4月）

- モ604・605・606 - 岡崎屋質店

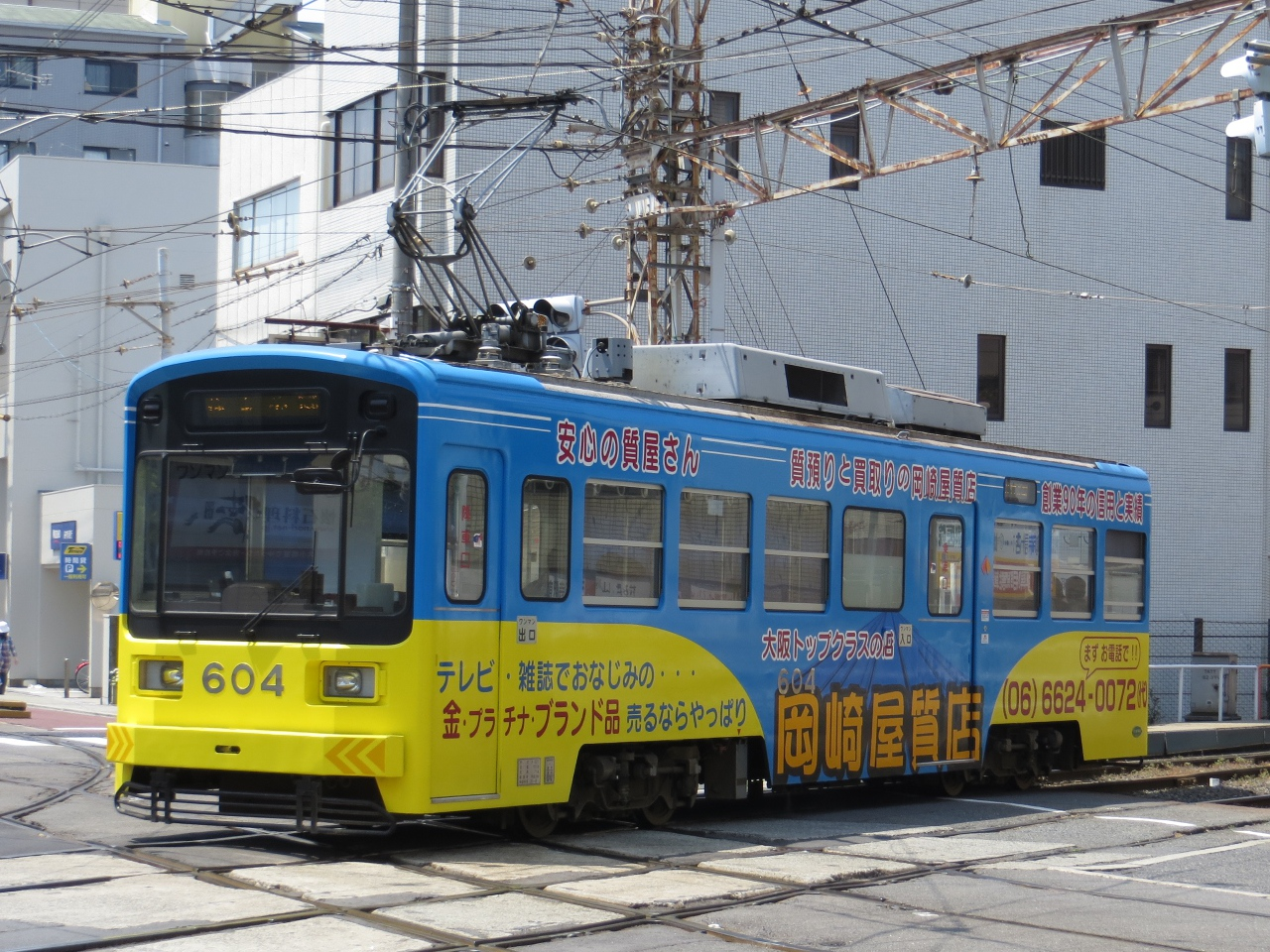
モ604（2013年5月）
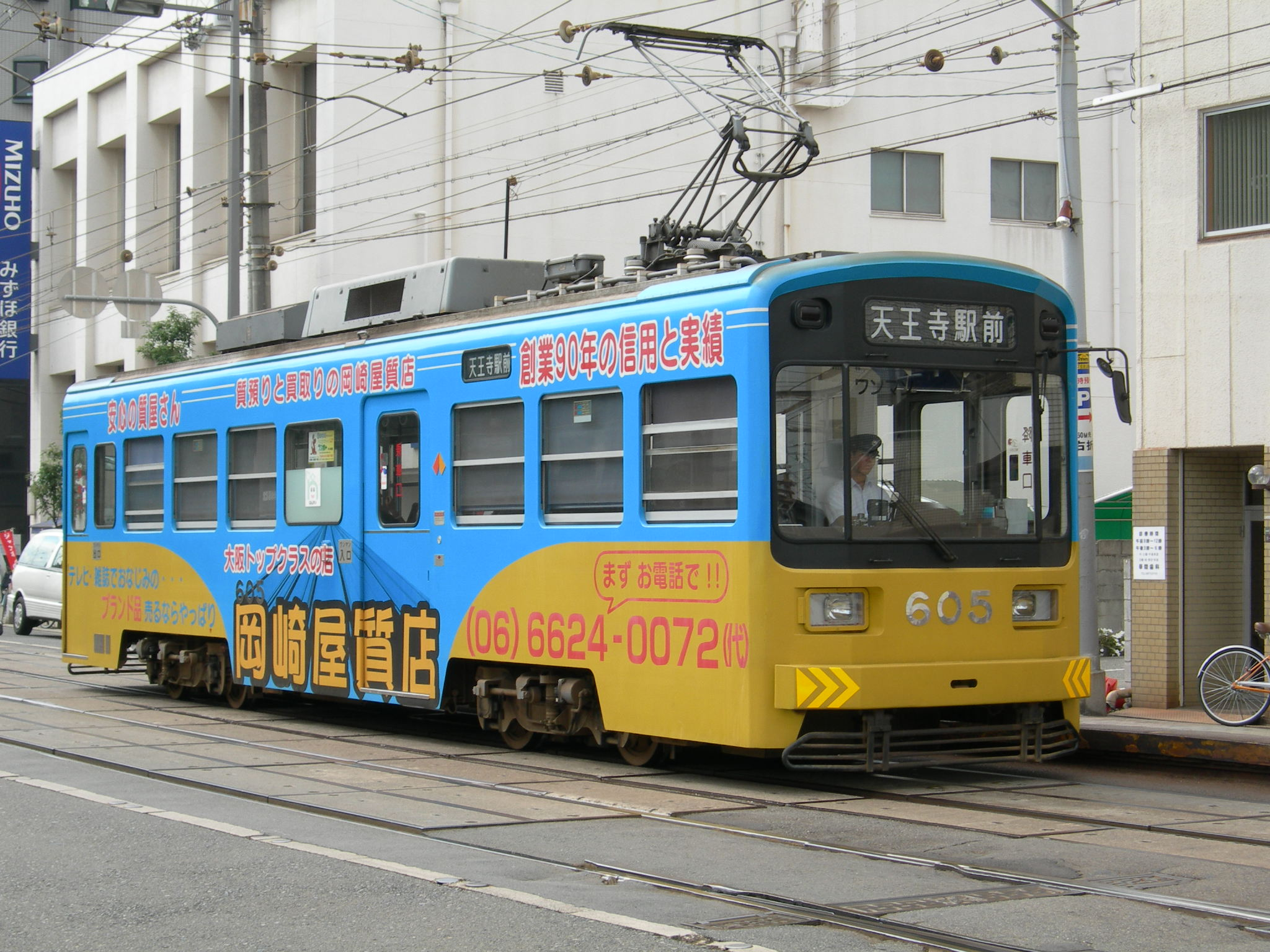
モ605（2005年9月）
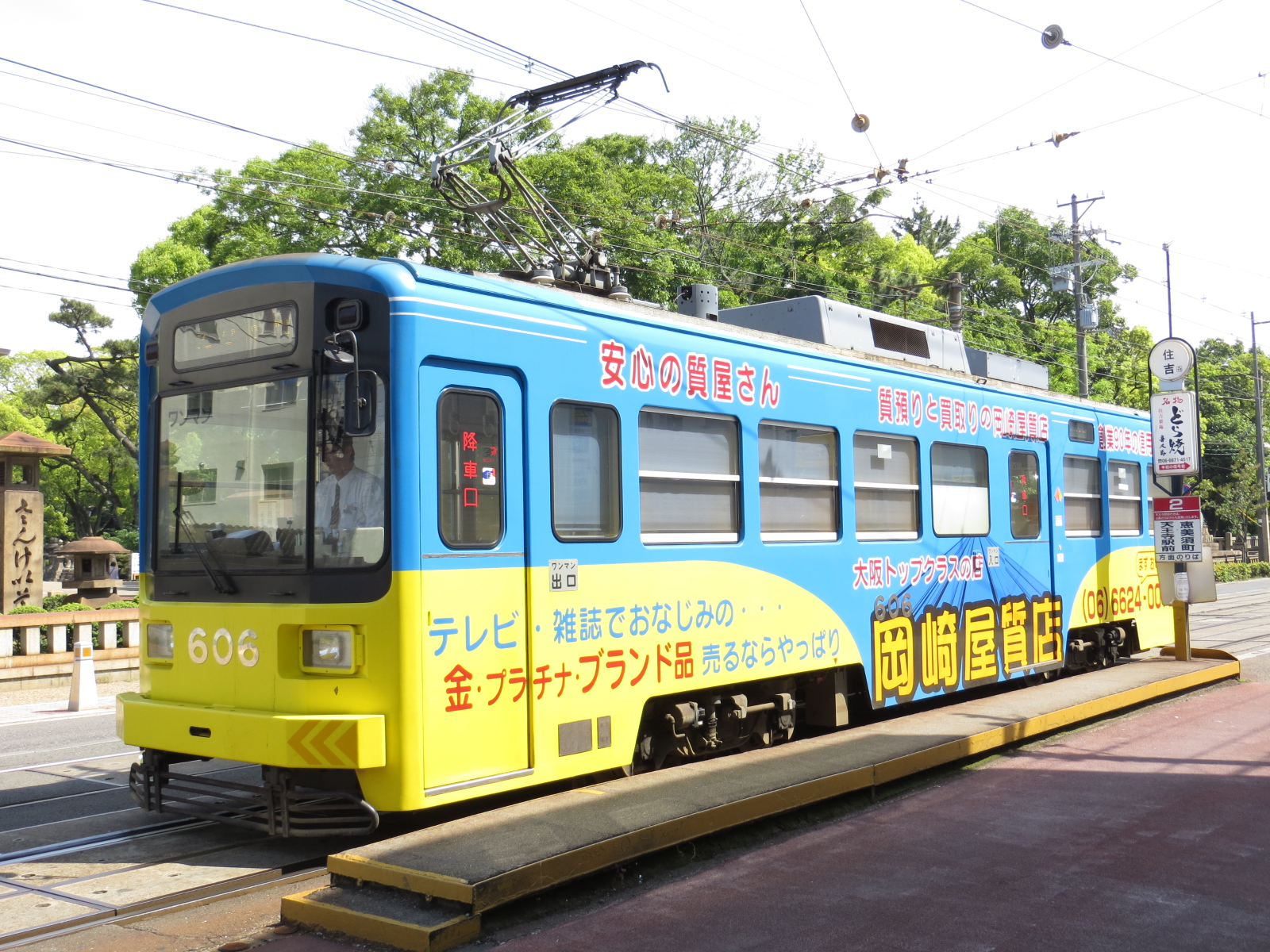
モ606（2013年5月）

- モ607 - 恵幸商事

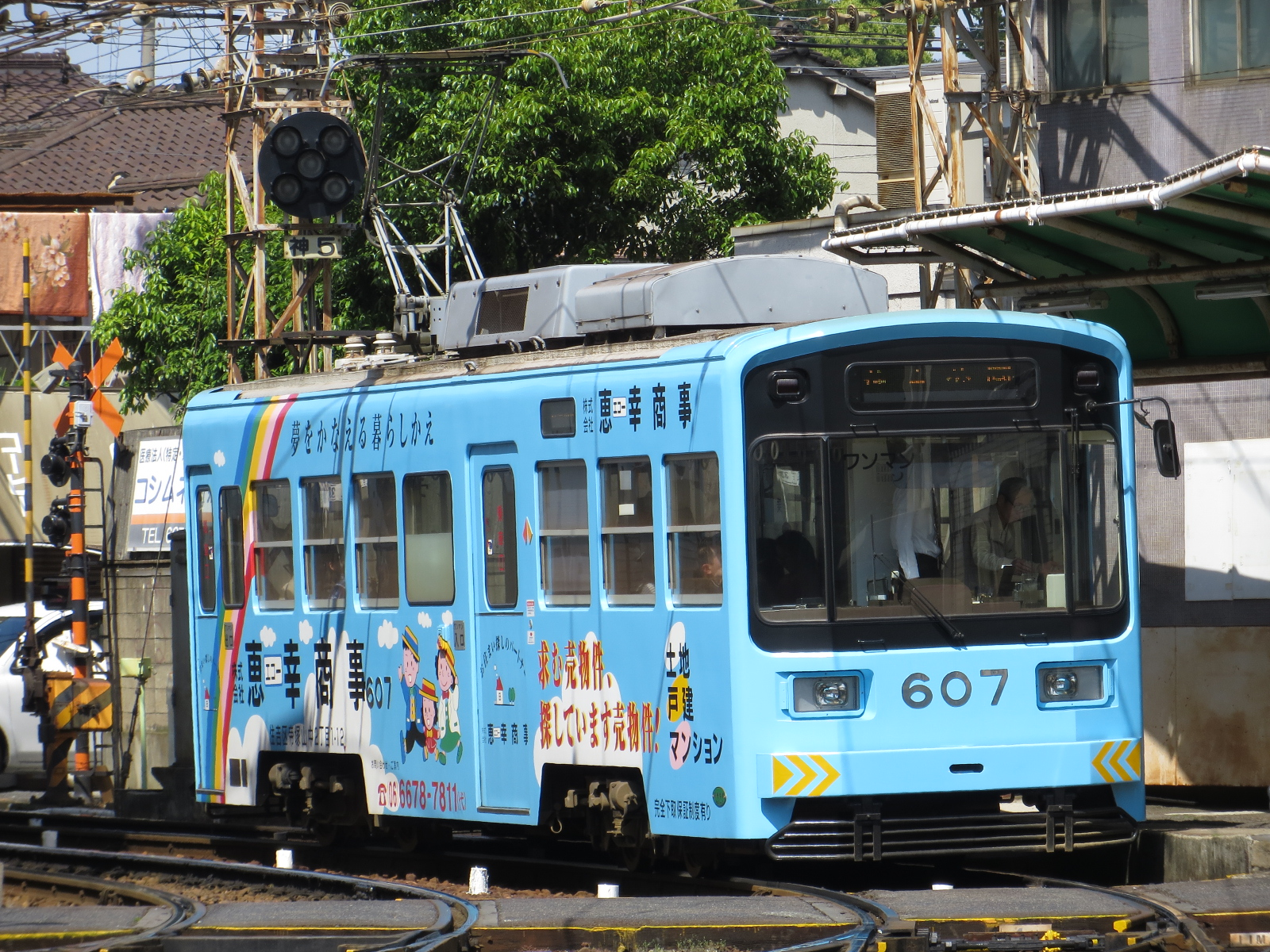
モ607（2013年5月）

### 過去
- モ601 - スパワールド→トヨタ南海グループ→コンタクトレンズギャラリー→堺のチンチン電車を愛する会
- モ602 - 恵幸商事
- モ603 - 帝塚山芋忠
- モ604 - 競輪電話投票→大塚製薬ポカリスエット
- モ605 - あおぞら銀行
- モ606 - キリンビール→パチンコ&スロット「ヴィーナスギャラリー」
- モ607 - おいでよ堺21実行委員会→学校法人芦屋学園

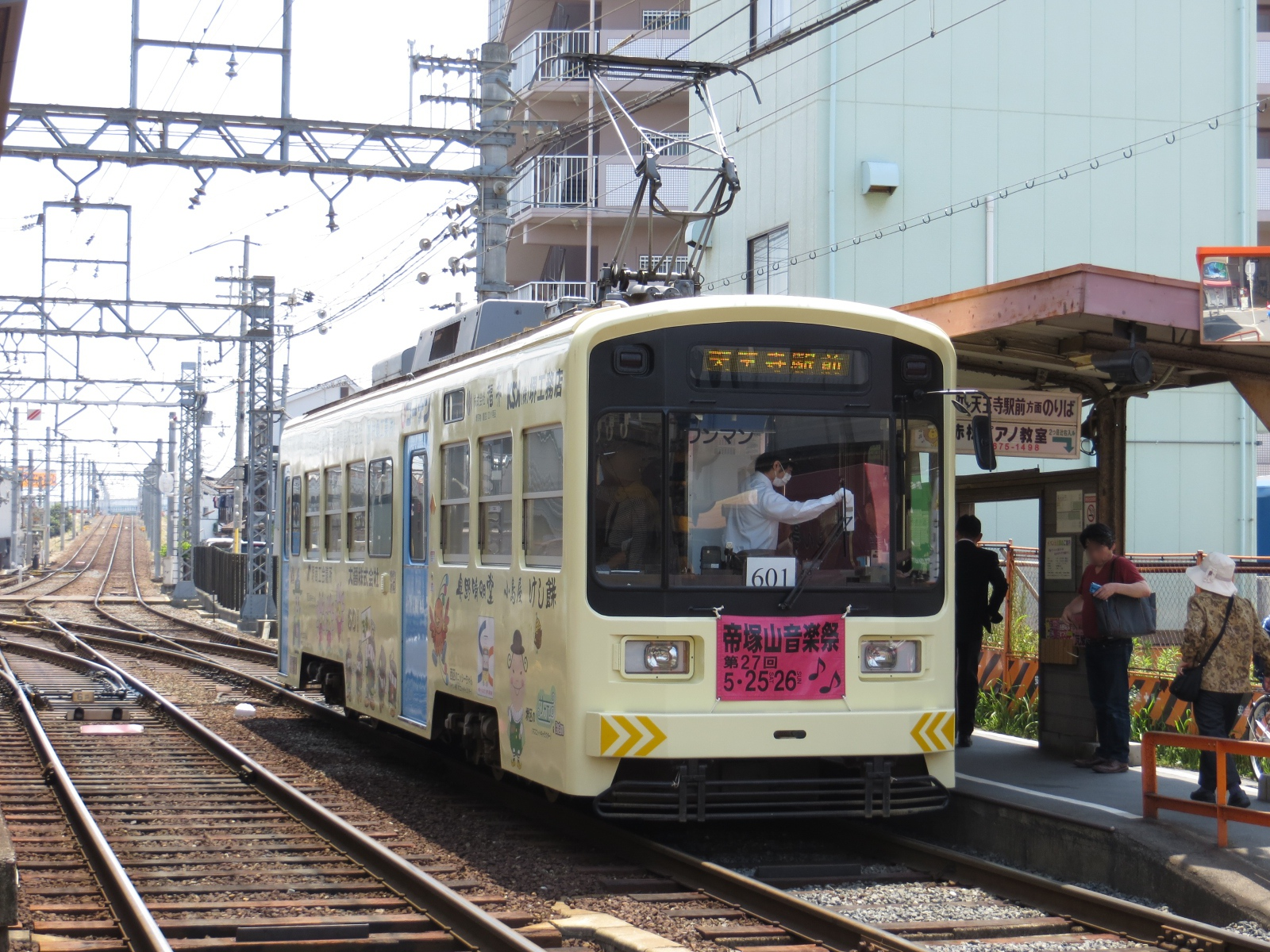
モ601（2013年5月）
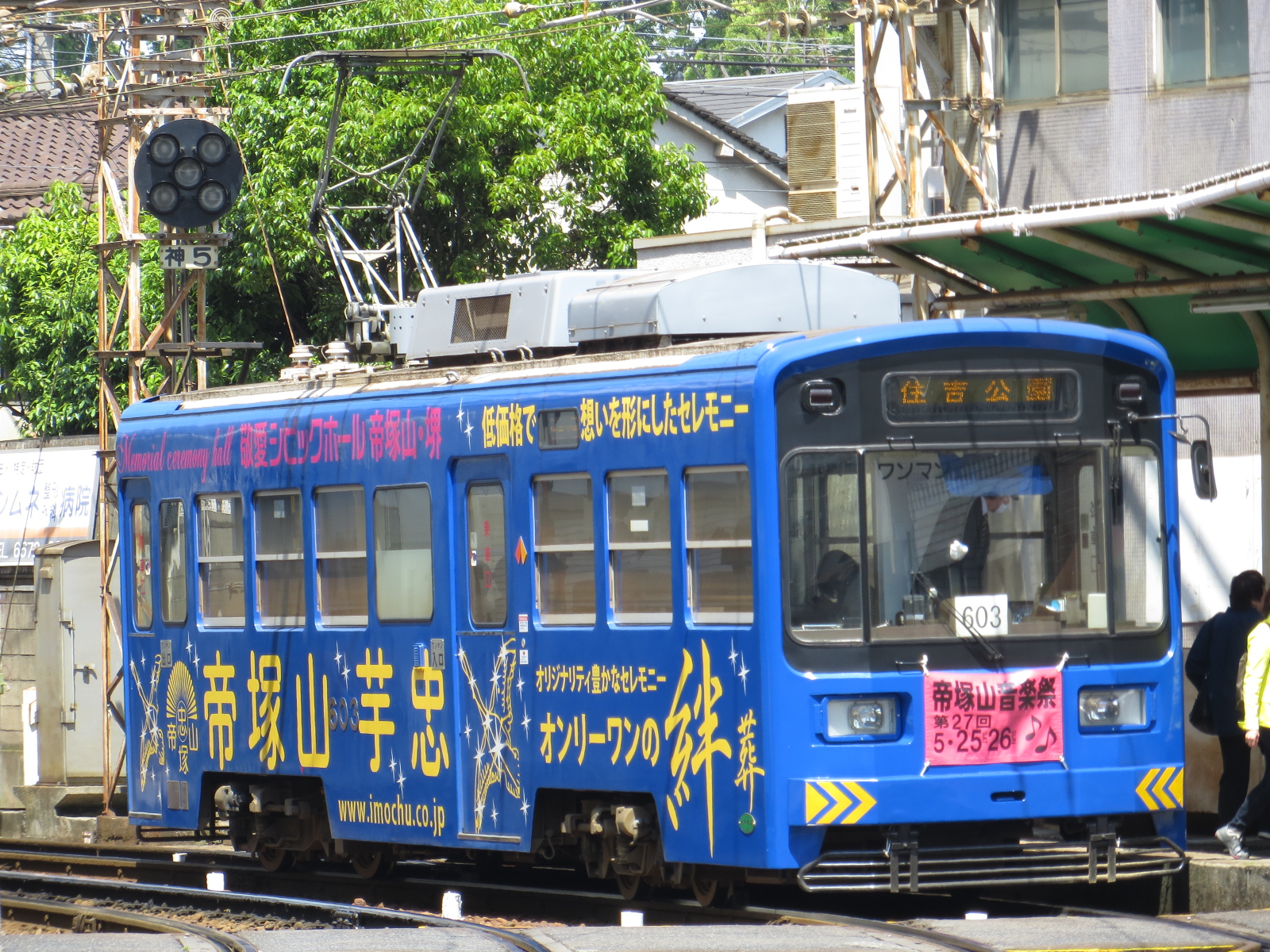
モ603（2013年5月）
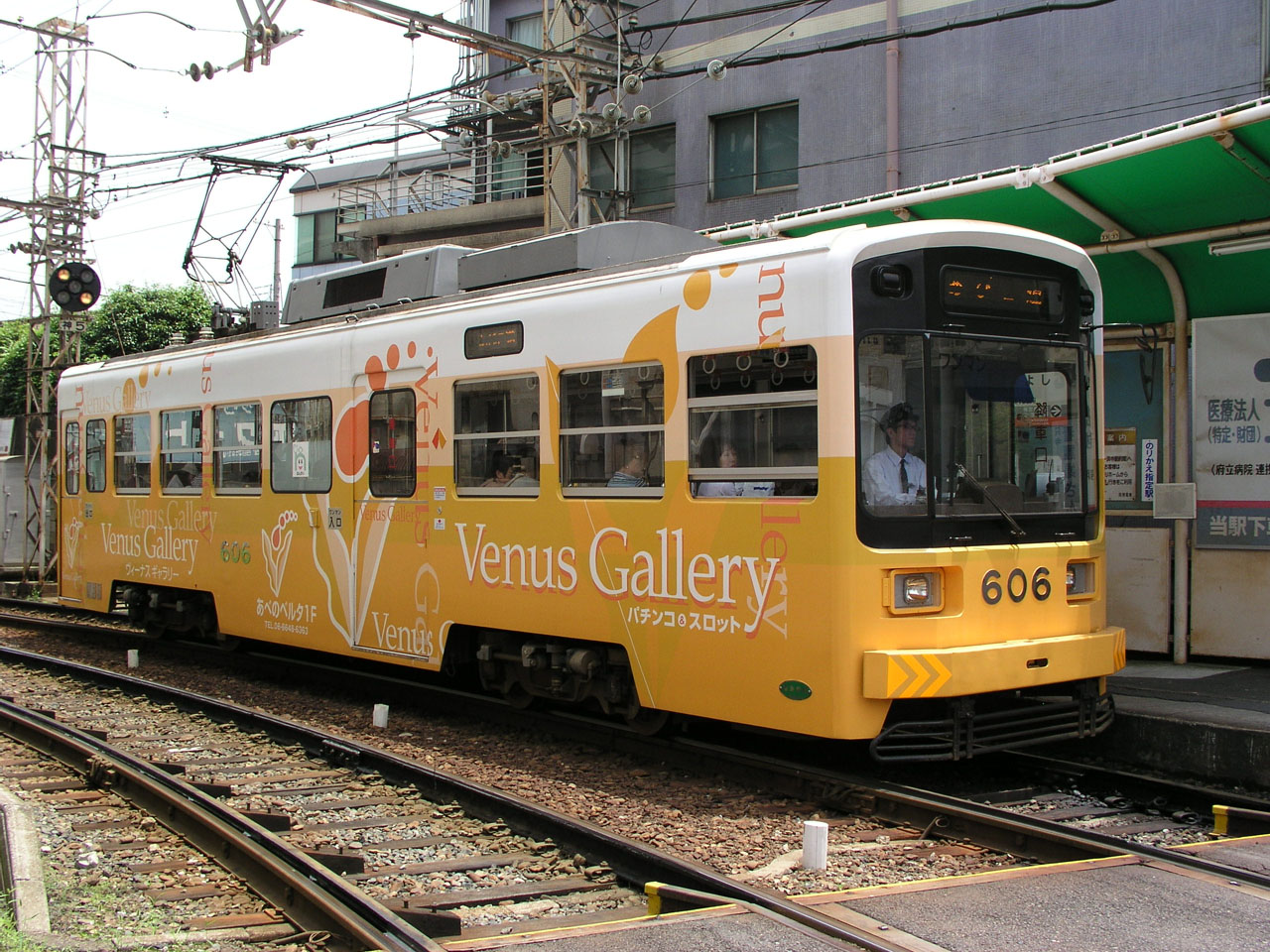
モ606（2006年6月）
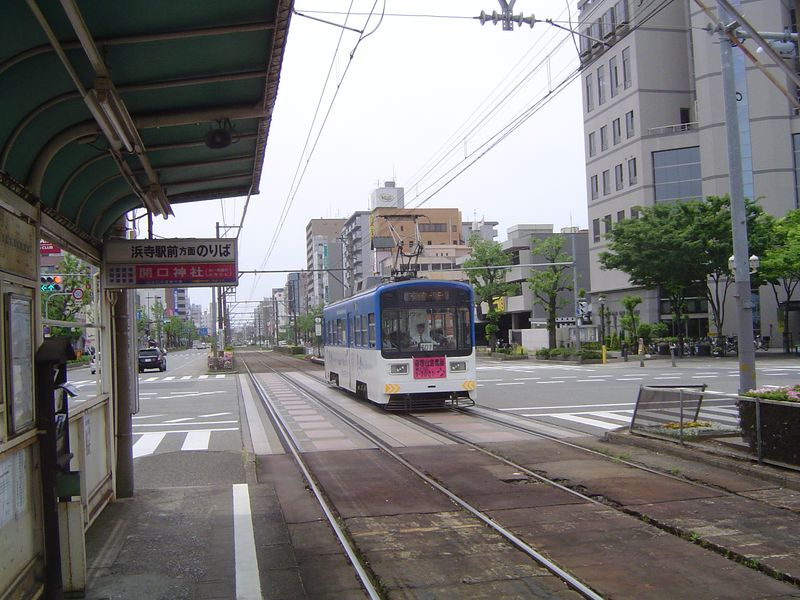
モ607（2009年5月）